# 王亦豐
王亦豐（1987年3月13日—），法文名Yif，为国际職業魔術師。生於中國北京市，從小在法國巴黎長大，有北京大学與巴黎高等商学院硕士學歷。于2014年和2016年两度登上中國春晚舞台表演魔术。

## 經歷
Yif在中國大陸北京出生。自幼隨父母移居法國，在法國巴黎长大。7歲開始學習魔術。2009年曾至中國大陸北京大學光華管理學院就讀，2011年從巴黎高等商學院的金融管理碩士畢業後，至中國北京尋找演出機會與投資人。成為王偉忠簽約藝人後，至台灣拍攝《YIF魔幻》魔術紀錄片。
2012年8月，Yif分別於YouTube、土豆網上推出《YIF魔幻》紀錄片，隨後在王偉忠製作的《康熙來了》上表演四次。
2013年，魔術師Tim Ellis採訪Yif，並刊登在魔術雜誌Vanish Magazine中。中國大陸湖南衛視綜藝節目《快樂大本營》邀請Yif到節目中表演魔术，半年後再度邀請Yif上節目表演魔術《幸運草的歲末祝福》。Yif也受邀參加東方衛視《今晚80後脫口秀》，節目中表演隔空打開易開罐且瞬間將汽水變成果汁的魔術。
2014馬年春晚，馮小剛導演決定以Yif取代劉謙，Yif以《團圓飯》魔術，首登春晚。其中，空手變出法國麵包橋段，因攝影師拍攝角度出錯造成一秒穿幫，引起爭議。新東方創始人俞敏洪邀請擔任夢想導師的工作。
2016年再以魔術《家的思念》二次登上央視春晚，網路回看率超過四千萬次。

## 爭議

### 視頻魔術爭議
2012年，他在youtube發表的魔術影片登上艾倫·狄珍妮秀，隨後被認為其手法可能以電視後製效果（視頻魔術）為主，在台湾引發爭議。如「麵團變成法國長麵包」的魔術中，被部分網友以定格檢視其影片，被網友猜測至少一個以上的影片框中存在著影像後製時失誤的遮罩。「小籠包光速移動」的魔術表演中的路人，網友發現可能是臨時演員。
台湾魔術師粘立人認為Yif使用電影特效假冒魔術。另一台灣魔術師羅賓則表態「加工魔術視頻的歪風是魔術師的取巧、偷懶和墮落！」。饒舌歌手大支則自行以後製軟體拍攝了一則領宣導領養的短片，重現了Yif的魔術效果，但大支說，其實他無意要酸Yif，只盼藉影片呼籲大家重視流浪動物，別棄養貓咪。。

## 外部連結
- YouTube上的王亦豐頻道
- 官方網站 （页面存档备份，存于）
- 個人微博 （页面存档备份，存于）
- 官方Facebook （页面存档备份，存于）